# سر أسياب (غناباد)
سر أسياب (بالفارسية: سرآسیاب) هي قرية تقع في قسم زيبد الريفي في إيران. يقدر عدد سكانها بـ 92 نسمة بحسب إحصاء 2016.